# بيرناردا فينك
بيرناردا فينك (بالسلوفينية: Bernarda Fink؛ بالإسبانية: Bernarda Fink) هي مغنية أوبرا ومغنية سلوفينية وأرجنتينية، ولدت في 29 أغسطس 1955 في بوينس آيرس في الأرجنتين.

## وصلات خارجية
- بيرناردا فينك على موقع ميوزك برينز (الإنجليزية)
- بيرناردا فينك على موقع أول ميوزيك (الإنجليزية)
- بيرناردا فينك على موقع ديسكوغز (الإنجليزية)